# Glicofilusa

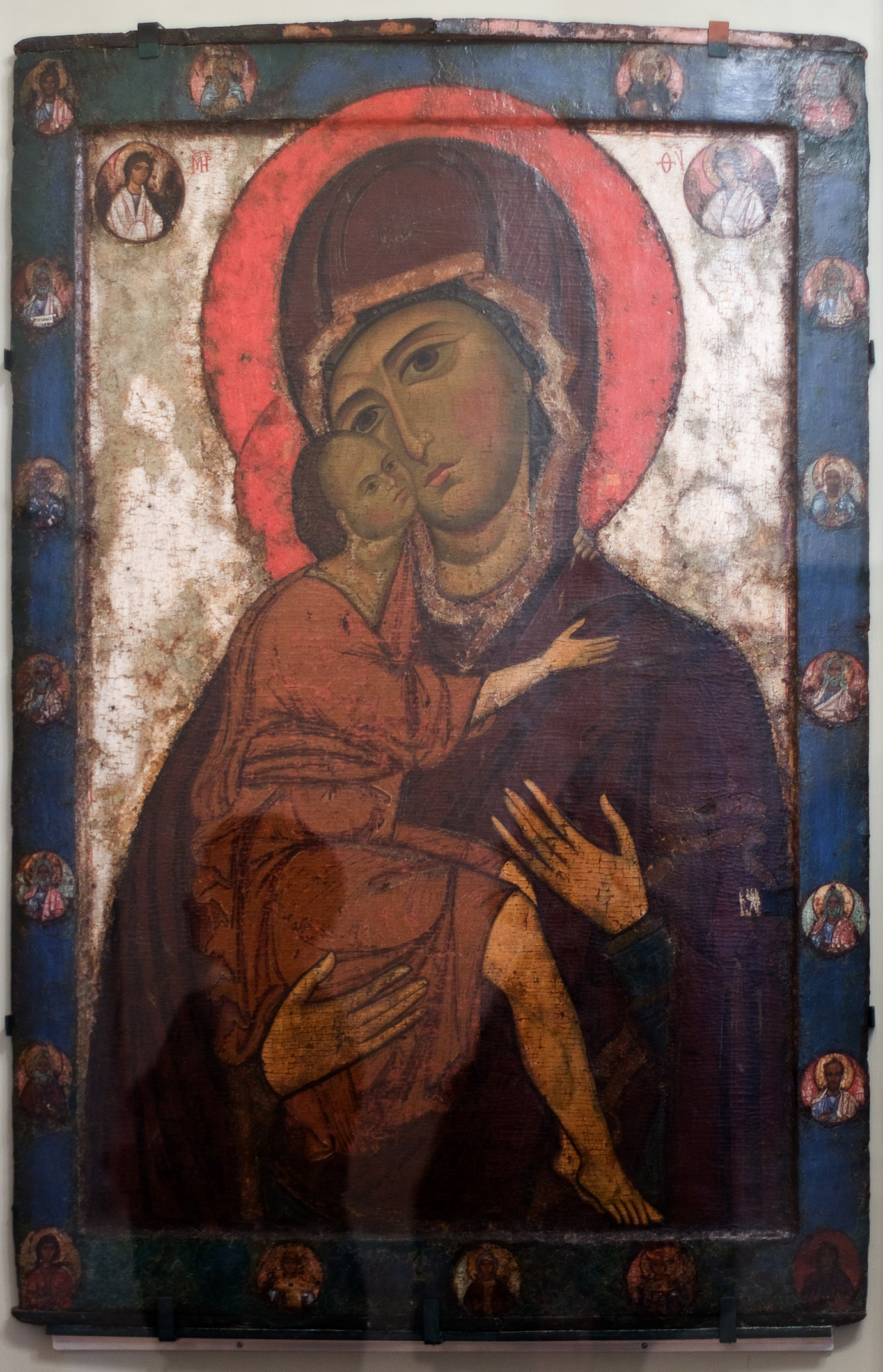
La Madonna Glicofilusa datata alla prima metà del XIII secolo e conservata nella cattedrale di Belozersk, in Russia.

La Madonna Glicofilusa, o anche semplicemente Glicofilusa (dal greco bizantino Γλυκοφιλούσα, "del dolce bacio"), è un tipo di iconografia cristiana diffusa inizialmente nell'arte bizantina e poi in tutti i paesi europei del periodo medioevale. L'iconografia è costituita dalla Madonna con in braccio il Bambino Gesù nell'atto di darle, o di apprestarsi a darle, un tenero bacio sulla guancia, decisamente lontana dalla concezione solenne delle Madonne bizantine.

## Iconografia
Questo tema figurativo è da molti considerato una variante dell'Eleusa, detto anche "Madre di Dio della Tenerezza", in cui madre e figlio sono raffigurati guancia a guancia, a sua volta derivata dalla più antica Odigitria e considerata dagli iconologi moderni, così come anche la stessa Odigitria, una delle sei tipologie fondamentali di icona mariana (anche se altri studiosi ritengono che ce ne siano molte di più e il dibattito è sempre aperto). Se l'Eleusa si discosta da quest'ultima facendo a meno della postura statica e rigida e soprattutto mostrando il chiaro sentimento di affetto e tenerezza che corre tra madre e figlio, la variante Glicofilusa mostra ancora di più la natura intima del rapporto tra Gesù bambino e sua madre, la quale ha sempre uno sguardo triste o comunque assorto, essendo essa conscia del destino del Figlio.
Esistono diverse varianti della Glicofilusa: nella maggior parte delle icone di questo tipo, Maria tocca il figlio con entrambe le mani sorreggendolo con il braccio destro (questa forma è quindi detta dexiokratusa mentre, se il braccio usato per sorreggere il figlio è il sinistro, è detto aristerokratusa), ma senza comunque abbracciarlo, e piegandosi amorevolmente verso il bambino, mentre quest'ultimo, solitamente a gambe nude, le si avvicina a sua volta nel chiaro desiderio di baciarla, spesso posandole il braccio più lontano attorno al collo o toccandole il mento. Come già nell'Eleusa, e ancor di più nella Pelagonitissa, il bimbo viene mostrato in fase di movimento, un movimento più slanciato rispetto a quanto avviene nell'Eleusa, che fa trasparire, oltre al tratto affettivo del rapporto tra i due, anche quello gioioso dell'amore che lega madre e figlio. Tuttavia, osservando soprattutto i primi esempi di questo tipo di rappresentazione, si può notare che spesso l'espressione di Maria è grave, se non addirittura angosciata: ciò può essere dovuto allo stile del tempo, che spesso presentava soggetti gravi, ma anche al fatto di voler rappresentare una Madre che, con uno sguardo triste e assorto, mostra il riverbero del dolore, dell'amore e dell'accettazione della volontà divina ed è pronta a dare suo figlio in sacrificio per il bene dell'umanità.
Secondo l'opinione di molti studiosi, tra cui Rebecca Corrie, professoressa di arte medievale al Bates College, anche le gambe nude del bambino vorrebbero accostare un tratto tipico della tenera età del piccolo con la condizione in cui Gesù sarà una volta in croce, rivelando quindi non solo la vulnerabilità del bambino, ma anche il suo destino.
In questo tema figurativo i protagonisti sono ritratti solitamente a mezza figura ma ci sono comunque anche rappresentazioni in cui la Madonna è ritratta a figura intera, seduta o in piedi.

## Storia
Secondo la leggenda, questa immagine miracolosa è associata al regno dell'imperatore bizantino Leone III Isaurico (717-741) e a quella degli imperatori iconoclasti suoi successori. 
La leggenda narra che l'icona raffigurante la Madonna Glicofilusa oggi situata nel monastero di Philotheou appartenesse originariamente a una pia patrizia di nome Vittoria, che viveva a Costantinopoli al tempo dell'iconoclastia (718-843). Si dice che Vittoria, invece di consegnare l'icona a suo marito Simeone, fervido sostenitore dell'imperatore iconoclasta Teofilo (che regnò dall'829 all'842), che voleva bruciarla, seguendo il volere divino la gettò in mare. L'icona giunse quindi sulle rive del monte Athos, dove fu trovata dall'abate del monastero di Philotheou e, sempre secondo la leggenda, nel punto in cui l'immagine raggiunse la spiaggia della Montagna Santa, si aprì una sorgente, le cui acque curative avrebbero aiutato per secoli le donne senza figli a restare incinta.
Benché le più antiche icone di questo genere giunte fino a noi siano attestate a un periodo precedente all'iconoclastia, a cui sono fortunatamente sopravvissute, secondo nuove stime l'icona custodita nel monastero di Philotheou risalirebbe però più probabilmente al XII secolo.
Un'altra icona di questo tipo è la Madonna Glicofilusa custodita nel santuario di Santa Maria di Vena a Piedimonte Etneo. Si tratta di un'icona in legno di castagno, tradizionalmente fatta risalire al VI secolo, che sarebbe stata portata in Sicilia dal futuro Papa Gregorio I, il quale l'aveva ricevuta in dono dall'imperatore bizantino Tiberio II Costantino, quando si era recato a Bisanzio come ambasciatore di Papa Pelagio II. Tuttavia la datazione al radiocarbonio effettuata nel 2008 ha fatto risalire l'icona a una data compresa tra l'XI e il XIII secolo.

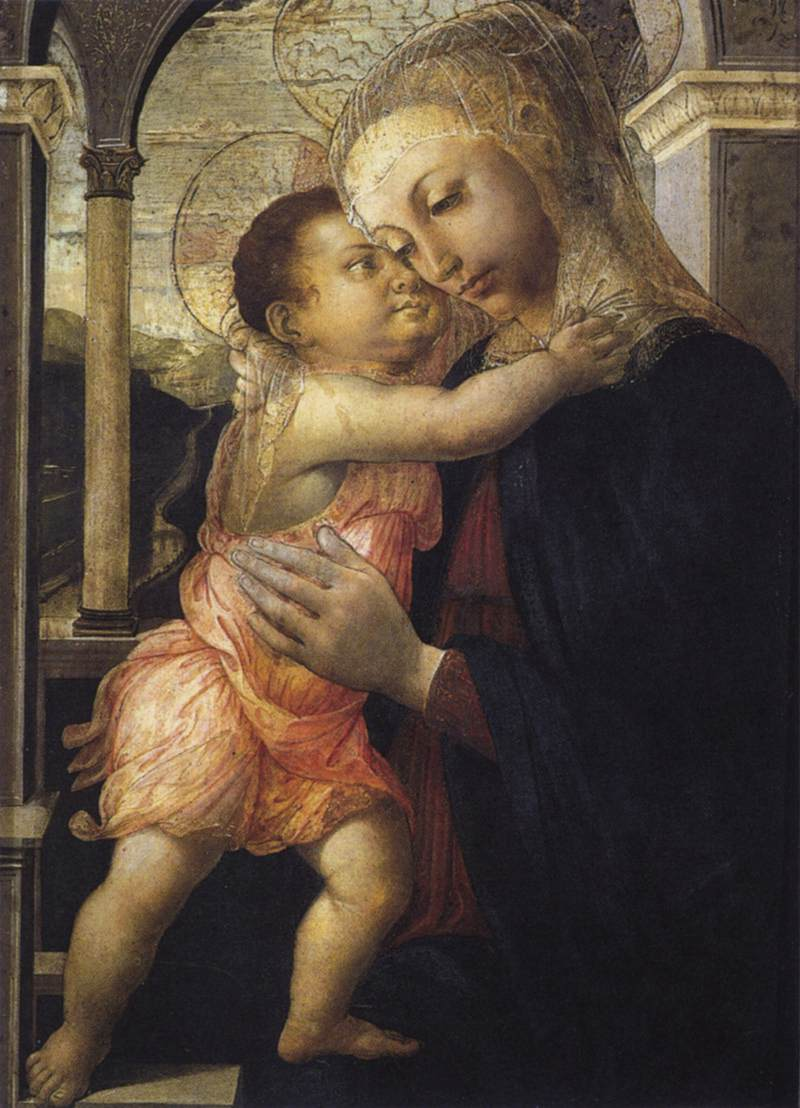
La Madonna della loggia di Sandro Botticelli.

Questo genere di iconografia bizantina fu quello a riscuotere il maggior seguito nell'arte occidentale nei secoli a venire (ne è un esempio l'icona della Vergine Maria del Monte Carmelo, detta "La Bruna", un dipinto su tavola di forma rettangolare, alto un metro e largo 80 cm, che sembra essere opera di scuola toscana del XIII secolo e che è custodito nella basilica santuario di Santa Maria del Carmine Maggiore), vivendo un particolare rinnovato successo nel Rinascimento italiano e in particolare tra i pittori fiorentini del XV secolo; ne è un esempio la Madonna della Loggia, un dipinto a tempera su tavola attribuito a Sandro Botticelli, databile al 1467 circa, e conservato nella Galleria degli Uffizi a Firenze. Sempre la Glicofilusa è poi alla base di molte altre reinterpretazioni operate da diversi famosi artisti rinascimentali, come nel caso della Madonna della Seggiola, un dipinto a olio su tavola di Raffaello Sanzio, databile al 1513-1514 circa e conservato nella Galleria Palatina di Palazzo Pitti a Firenze.